# 演劇集団イヌッコロ
演劇集団イヌッコロ（えんげきしゅうだんイヌッコロ、英: theater company inuccoro）は、日本の劇団。2009年12月30日、ホームページ開設と同時に正式に活動を開始。シザーブリッツ、トライフル、ラ・セッテ、佐野瑞樹と佐野大樹の演劇ユニットWBBとのコラボ公演を行うなど、幅広く活動していた。2024年9月の公演を以て活動休止。

## 概要
仲の良い役者達で作った草野球チーム「ハトス」から派生した逆輸入的な劇団である。目標はただひとつ「お客様に声を出して笑ってもらう！」こと。
2024年9月、5年ぶりとなる本公演を行い、それを以て活動を休止した。

### 脚本・演出
全脚本は羽仁修（佐野瑞樹の当初非公表であったペンネーム。公表後の第15回本公演のみ羽仁でなく佐野名義。）が担当している。演出もほぼ全ての公演で羽仁が手掛けている。演出は羽仁のほか、第6回公演『冒険者たちのホテル』・Showcase ver.2『恋するアンチヒーロー』ではモリノリ久が、showcase ver.4『トラベルモード』・イヌッコロVSシザーブリッツ デュエル公演『ご町内デュエル』では佐野大樹が、第14回本公演『いさめ！池田屋シアター』・第15回本公演『かげきなデイリープレイス』では羽仁名義でない佐野瑞樹が担当している。

## 俳優
- モリノリ久
- 長谷川哲朗
- 植木誠
- 牧田雄一
- こいづか登
- 小野友広
- 佐野瑞樹

## 公演作品

### 演劇集団イヌッコロ
- 第1回公演『オタッカーズ・ハイ』（2010年4月30日 - 5月2日、ウッディシアター中目黒）
- 第2回公演『苦闘のラブリーロバー』（2010年12月9日 - 12日、ウッディシアター中目黒）
- 第3回公演『ギャングアワー』（2011年6月28日 - 7月3日、ポケットスクエア 劇場MOMO)
- 第4回公演『苦闘のラブリーロバー』（2011年11月30日 - 12月4日、ウッディシアター中目黒）
- 第5回公演『恋するアンチヒーロー』（2012年7月18日 - 22日、ポケットスクエア テアトルBONBON）
- SHOW CASE ver.1『恋するアンチヒーロー』（2012年11月8日 - 11日、ポケットスクエア 劇場HOPE）
- 第6回公演『冒険者たちのホテル』（2013年4月4日 - 7日、ポケットスクエア テアトルBONBON）
- 第7回公演『リバースヒストリカ』（2013年10月16日 - 20日、ポケットスクエア ザ・ポケット） - *pnish*原作
- 第8回公演『ハッピーハードラック』（2014年4月1日 - 6日、ポケットスクエア テアトルBONBON）
- Showcase ver.2『恋するアンチヒーロー』（2014年7月24日 - 28日、ポケットスクエア 劇場MOMO）
- Showcase ver.2『天爛のパティシエ』（2014年7月30日 - 8月3日、ポケットスクエア 劇場MOMO） - トライフル原作
- 第9回公演『ご町内デュエル』（2014年10月14日 - 19日、ポケットスクエア ザ・ポケット）
- 第10回公演『スペーストラベロイド』（2015年8月4日 - 9日、ポケットスクエア テアトルBONBON）
- SHOW CASE ver.3『苦闘のラブリーロバー』（2015年12月9日 - 13日、ポケットスクエア 劇場MOMO）
- showcase ver.4『冒険者たちのホテル』（2016年3月23日 - 28日、ポケットスクエア テアトルBONBON）
- showcase ver.4『トラベルモード』（2016年3月30日 - 4月3日、ポケットスクエア テアトルBONBON） - *pnish*原作
- イヌッコロVSシザーブリッツ デュエル公演『ご町内デュエル』（2016年10月27日 - 11月6日、サンモールスタジオ）
- 第11回公演『まわれ！無敵のマーダーケース』（2017年 3月21日 - 26日、ポケットスクエア ザ・ポケット）[2]
- Showcase ver.5『いえないアメイジングファミリー』（2017年9月13日 - 18日、Theater新宿スターフィールド）
- 第12回本公演『となりのホールスター』（2018年5月8日 - 13日、ポケットスクエア ザ・ポケット）[3][4]
- イヌフェス第3弾 Showcace ver.6『オタッカーズ・ハイ』（2018年10月16日 - 21日、サンモールスタジオ）[5]
- 第13回本公演『いえないアメイジングファミリー』（2019年1月30日 - 2月10日、ポケットスクエア テアトルBONBON）[6][7]
- 第14回本公演『いさめ！池田屋シアター』（2019年9月11日 - 16日、ポケットスクエア ザ・ポケット）[8]
- 第15回本公演『かげきなデイリープレイス』（2024年9月18日 - 22日、ポケットスクエア ザ・ポケット）[9][10]

### 外部公演
- イヌッコロ×ACTOLI×シザーブリッツ トリプルコラボ公演『恋するアンチヒーロー』（2015年5月8日 - 17日、サンモールスタジオ）
- ラ・セッテ×イヌッコロ コラボ公演『まわれ！無敵のマーダーケース』（2017年10月12日 - 22日、サンモールスタジオ）
- イヌフェス第1弾 羽仁プロデュース『恋するアンチヒーロー』（2018年9月6日 - 17日、ポケットスクエア 劇場MOMO）[11]
- イヌフェス×シザーブリッツ 秋の宇宙祭り『スペーストラベロイド』（2018年10月2日 - 8日、上野ストアハウス）
- イヌフェス『トラベルモード』（2018年10月11日 - 15日、ウエストエンドスタジオ）[12]
- イヌフェス第4弾『ご町内デュエル』（2018年11月27日 - 12月2日、ポケットスクエア 劇場MOMO）